# Braken (vlasvezelbereiding)
Het braken of brakelen is het in stukjes breken van de stengelpijp. Deze handeling wordt gedaan om het zwengelen te vergemakkelijken.

## Proces in vlasbewerking
Braken is een proces binnen vlasvezelbereiding. Nadat het vlas werd geoogst en vervolgens in mijten of schuren gestapeld, moest het nog een hele reeks bewerkingen ondergaan vooraleer het kon gebruikt worden als linnen. Na het ontzaden en het roten moest het vlas gebrakeld worden.
Oorspronkelijk brak men de stengelpijp met een gegroefde boorhamer of een knappe. Later werd de handbraak gebruikt, gevolgd door de uitvinding van de braakmachine. Dit werktuig, uitgerust met mechanisch aangedreven gegroefde rollen, brak de leempijp in kleine stukjes.  
Voor het braken moeten zowel de voet als de top van het vlas zorgvuldig worden afgesneden. Daarnaast is het essentieel dat de vlasstengels netjes gerangschikt zijn voordat ze de machine ingaan.

## Ontstaan en evolutie
Bij de Egyptenaren, rond 3000 voor Christus, werd de droge houtpijp van de gerote vlasstengel gebroken door erop te kloppen met een grof voorwerp, zoals een steen, een houten blok of een dikke stok. Vermoedelijk trapten de eerste vlasbewerkers aanvankelijk op de stengels om ze te breken. Later bonden ze grove houten blokken onder hun voeten om het proces te vergemakkelijken.  
In de 17de en 18de eeuw gebruikten landbouwers braakmolens of bootmolens. Deze werden aangedreven door een paard of os, waarbij een opstaande molensteen rollend over in een cirkel gelegde vlaslagen bewoog.

## Verschillende brakeltuigen

### Braakhamer
Een boothamer, voorloper van de handbraak, is een handwerktuig met een gegroefde of getande bodem die werd gebruikt voor het breken van de vlasstengel. Dit wordt gedaan door op het neerliggend vlas te slaan om de houtpijp in kleine stukjes te breken.

### Handbraak
De handbraak, gebruikt in Vlaanderen van de 15de tot de late 19de eeuw, bestond uit een scharnierend bovenstuk met houten ribben die in de gleuven van het vaste onderstel pasten. Door herhaald dichtklappen, wat een knappend geluid gaf, werd de houtpijp van de vlasstengel gebroken. Vanaf het midden van de 19de eeuw werd de handbraak vervangen door de rolbraak, als eerste stap in de industrialisatie van de vlasnijverheid.  
De constructie bestond uit een beweegbaar bovenstuk met twee ribben en een handvat, verbonden via een scharnier met een vast onderstel met twee gleuven. De handbraak rustte op een staander van rechtopstaande balkjes, die uitliepen in twee poten.

### Rolbraak
De rolbraak of vlasbraak werd gebruikt om de houtachtige lemen van de vlasstengels te breken. Dit werktuig bestond uit een stevig houten onderstel met een aanvoertafel op heuphoogte. In het midden waren twee cilindervormige, V-groefrollen boven elkaar gemonteerd. De onderste rol, half verzonken in het tafelblad, werd met een handzwengel aangedreven en bracht via tandwielwerking de bovenste rol in beweging.  
Het vlas werd tussen de rollen gevoerd, die de stengels grepen en verder trokken, waardoor de lemen werden gebroken. De druk kon worden aangepast met twee regelbare veren haaks op de as van de bovenste rol. Dankzij twee draagbomen met handvatten was de rolbraak eenvoudig te verplaatsen en werd hij vaak uitgeleend aan andere boeren.

### Braakmachine

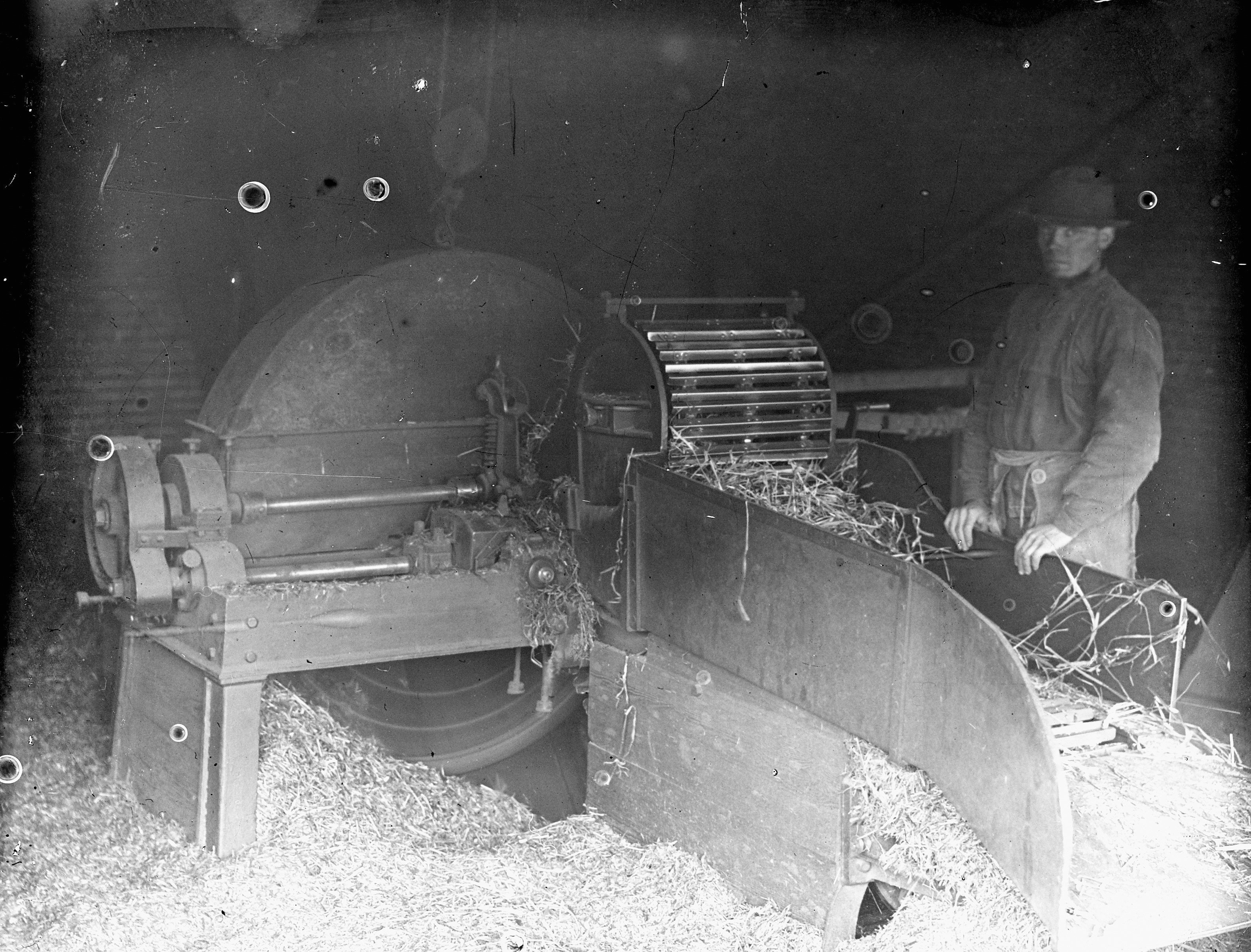
Braakmachine

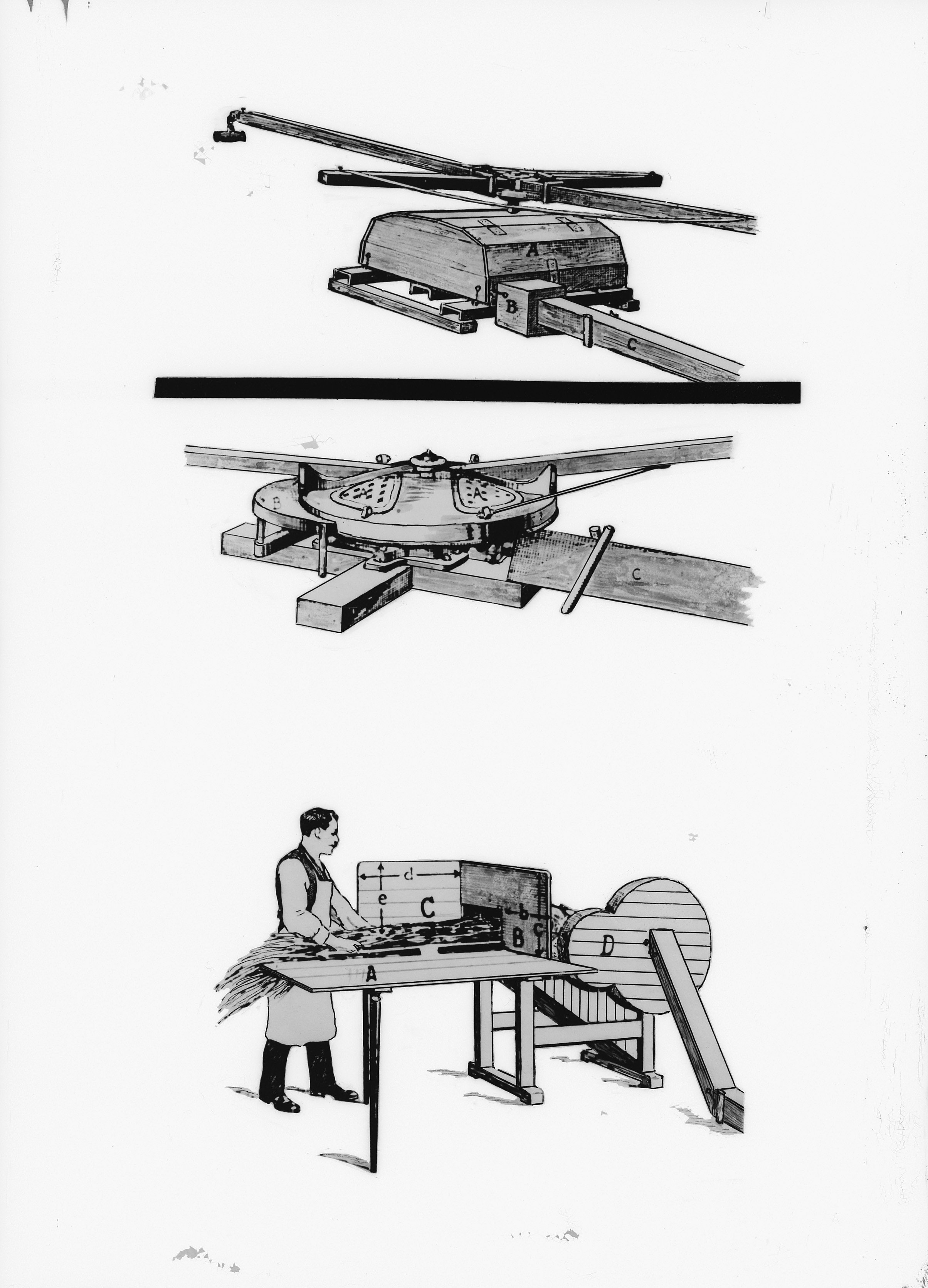
Tekening onderdelen braakmachine

Dit werktuig had drie getande houten rollen boven elkaar. Het vlas werd eerst tussen de bovenste twee rollen gevoerd. Een gebogen plaat achter de rollen leidde het vervolgens terug tussen de middelste en onderste rol, waardoor het vlas twee brakelbeurten kreeg.

#### Een gevaarlijk werk
De rolbraakmachine heeft veel handen verminkt. Bij latere modellen werd een afscherming met een 'inloop' gebouwd om te voorkomen dat handen tussen de cilinders terechtkwamen.  

## Volksgebruiken
In Noord-Brabant en Nederlands-Limburg leidde het brakelen, als voorbereiding op het zwingelen, tot bijzondere volksgebruiken. Het collectief vlasbraken ging jaarlijks gepaard met een feest. Mogen brakelen werd als erkenning van volwassenheid gezien. 